# 小田都由
小田 都由（おだ みゆう）は、鹿児島放送 (KKB) のアナウンサー。

## 来歴
新潟県出身。明治学院大学卒業。大学在学時にはテレビ朝日アスクにも通っていた。
2017年4月に鹿児島放送に入社し、同局のアナウンサーになる。

## 担当番組
☆は現在出演している番組
- KKBスーパーJチャンネル[1]
- MOGU MOGU ふぁーむ 〜幸せうまかごはん〜[4]
- Jチャン+[5]
  - 月曜 - 金曜キャスター（2020年3月30日 - 2021年3月26日、2022年4月4日 - ）
  - 月曜・火曜キャスター（2021年3月29日 - 10月26日）
  - 月曜 - 木曜キャスター（2021年11月1日 - 2022年3月31日）
- News+おやっと! - 月曜〜水曜キャスター（2024年4月1日 - ）☆
- ANNニュース（昼、鹿児島ローカル枠）☆